# Svaz pravicových sil
Svaz pravicových sil (rusky Сою́з пра́вых сил, СПС) je ruské pravicové hnutí, bývalá politická strana vzniklá roku 1999. Předsedou je Leonid Gozman.
Svaz pravicových sil se jako politická strana rozpustil roku 2008. V roce 2011 byl některými bývalými členy obnoven jako hnutí. 

## Charakteristika a zapojení do politického systému
Svaz vznikl v roce 1999 sloučením malých pravicových stran. SPS byl konzervativně-liberální politickou stranou, vyslovující se pro volný trh a privatizaci. Vystupoval též antikomunisticky. Uvažovalo se o sjednocení s liberálním Jablokem, z těchto plánů však sešlo.
Strana měla do roku 2007 parlamentní zastoupení (např. Boris Naděždin, Sergej Kirijenko), elektorát však nikdy nepřesáhl 10 %. Na rozdíl od většiny ruských stran měla oficiální mezinárodní spojení: byla členem Internacionální demokratické unie, kde je českým zástupcem ODS.

## Volební výsledky

### Státní Duma
| Volby | Hlasy     | %    | mandáty |
| ----- | --------- | ---- | ------- |
| 1999  |           | 8,52 | 32      |
| 2003  | 2 408 356 | 3,97 | 3       |
| 2007  | 669 444   | 0,96 | 0       |